# Pardosa diasetsuensis
Pardosa diasetsuensis är en spindelart som beskrevs av Tanaka 2005. Pardosa diasetsuensis ingår i släktet Pardosa och familjen vargspindlar. Inga underarter finns listade i Catalogue of Life.